# ヘレナ・シコロヴァ
ヘレナ・シコロヴァ（Helena Šikolová、現姓バラトコヴァ Balatková、1949年3月25日 - ）は、チェコ、ヤブロネツ・ナド・ニソウ出身の元クロスカントリースキー選手。1970年代にチェコスロバキア代表として国際大会で活躍した。

## プロフィール
20歳で出場した1970年ノルディックスキー世界選手権10kmで4位、3×5kmリレーで5位と活躍、1972年札幌オリンピックでは5kmで銅メダルを獲得、これはチェコスロバキアのクロスカントリースキー史上初めてのオリンピックメダルとなった。3×5kmリレーでは6位、10kmでは7位に入った。
娘が3人おり、そのうちヘレナ・エルベノヴァは2006年トリノオリンピックのクロスカントリースキーチェコ代表、カテジナはルカシュ・バウアーの妻である。